# Proxy (statistica)
Proxy, in statistica, è una variabile che non risulta di per sé rilevante all'interno di un modello, ma sostituisce un'altra variabile non osservata o che non può essere misurata o conferma misurazioni ottenute con altre metodologie. Perché una variabile possa essere una valida proxy, deve essere strettamente correlata con la variabile che sostituisce. La correlazione non deve essere necessariamente lineare, e può essere sia positiva che negativa.
Le proxy sono ampiamente utilizzate in econometria, climatologia e scienze sociali, dove alcune variabili possono essere difficili da misurare direttamente: il PIL, ad esempio, può essere utilizzato come variabile proxy dello standard di vita, specialmente in aree geografiche dove l'ottenimento di dati specifici e precisi sulla popolazione è più difficile.
Nonostante la potenziale riduzione nell'approssimazione di un modello data dalla mancanza di una sua variabile, la letteratura mostra che una variabile proxy, per quanto debole, diminuisce sempre il bias delle variabili osservate all'interno dello stesso modello.